# آی‌پد ایر (مجموعه)
آی‌پد ایر (به انگلیسی:ipad air) مجموعه ای از تبلت‌هایی است که توسط اپل طراحی، توسعه و به بازار عرضه شده‌اند. این محصولات زیر مجموعه ای از سری تبلت‌های آی‌پد هستند که با آی‌پد ایر در ۱ نوامبر ۲۰۱۳ شروع شد و تاکنون چهار نسل دارد که جدیدترین آن آی‌پد ایر ۲۰۲۰ است که در تاریخ ۲۳ اکتبر ۲۰۲۰ به بازار عرضه شد. طراحی آی‌پد ایر نسل اول شباهت‌هایی به آی‌پد مینی ۲ دارد اما نسل چهارم آن بیش تر شبیه به آی‌پد پرو است.

## مدل ها
| نام             | آی‌پد ایر (نسل اول) | آی‌پد ایر (نسل دوم) | آی‌پد ایر (نسل سوم) | آی‌پد ایر (نسل چهارم) |
| --------------- | ------------------ | ------------------ | ------------------ | -------------------- |
| تصویر           |                    |                    |                    |                      |
| سال انتشار ساخت | ۱ نوامبر ۲۰۱۳      | ۲۲ اکتبر ۲۰۱۴      | ۱۸ مارس ۲۰۱۹       | ۲۳ اکتبر ۲۰۲۰        |
| سال توقف ساخت   | ۲۱ مارس ۲۰۱۶       | ۲۱ مارس ۲۰۱۷       | ۱۵ سپتامبر ۲۰۲۰    | تاکنون               |

## جستار های وابسته
مجموعه آی‌پد
مجموعهٔ آی‌پد پرو
مجموعهٔ‌ آی‌پد مینی